# Luitpold-Gymnasium München
Das Luitpold-Gymnasium München (auch bekannt als Luitpold-Gymnasium oder LPG) ist ein naturwissenschaftlich-technologisches und sprachliches Gymnasium im Münchner Stadtbezirk Altstadt-Lehel. Die ursprünglich reine Jungenschule, 1891 als Realschule von Luitpold von Bayern unter dem Namen Königliche Luitpold-Kreisrealschule gegründet, wurde 1908 zur Oberrealschule und ist seit 1983 als Gymnasium auch für Mädchen zugänglich (Koedukation).

## Lage
Das Luitpold-Gymnasium befand sich von 1958 bis zum Sommer 2025 in der Nähe des Englischen Gartens in der Seeaustraße 1 – neben dem St.-Anna-Gymnasium und dem Wilhelmsgymnasium eines von drei Gymnasien im Münchner Stadtteil Lehel. Zum Schuljahr 2025/2026 zog es um in das ehemalige Gebäude des Wilhelm-Hausenstein-Gymnasiums in der Elektrastraße 61, damit am bisherigen Standort ein größerer Neubau errichtet werden kann, der zum Schuljahr 2030/31 bezugsfertig sein soll.

## Geschichte

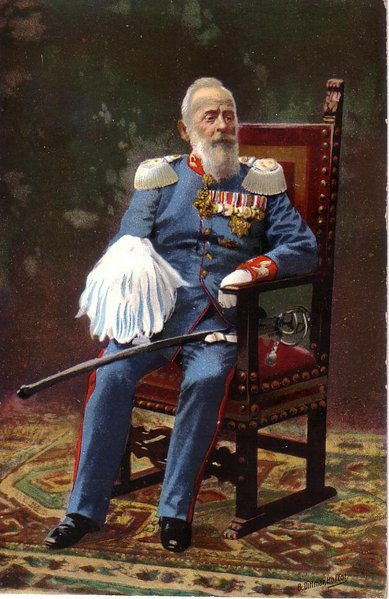
Luitpold von Bayern, Gründer der Schule

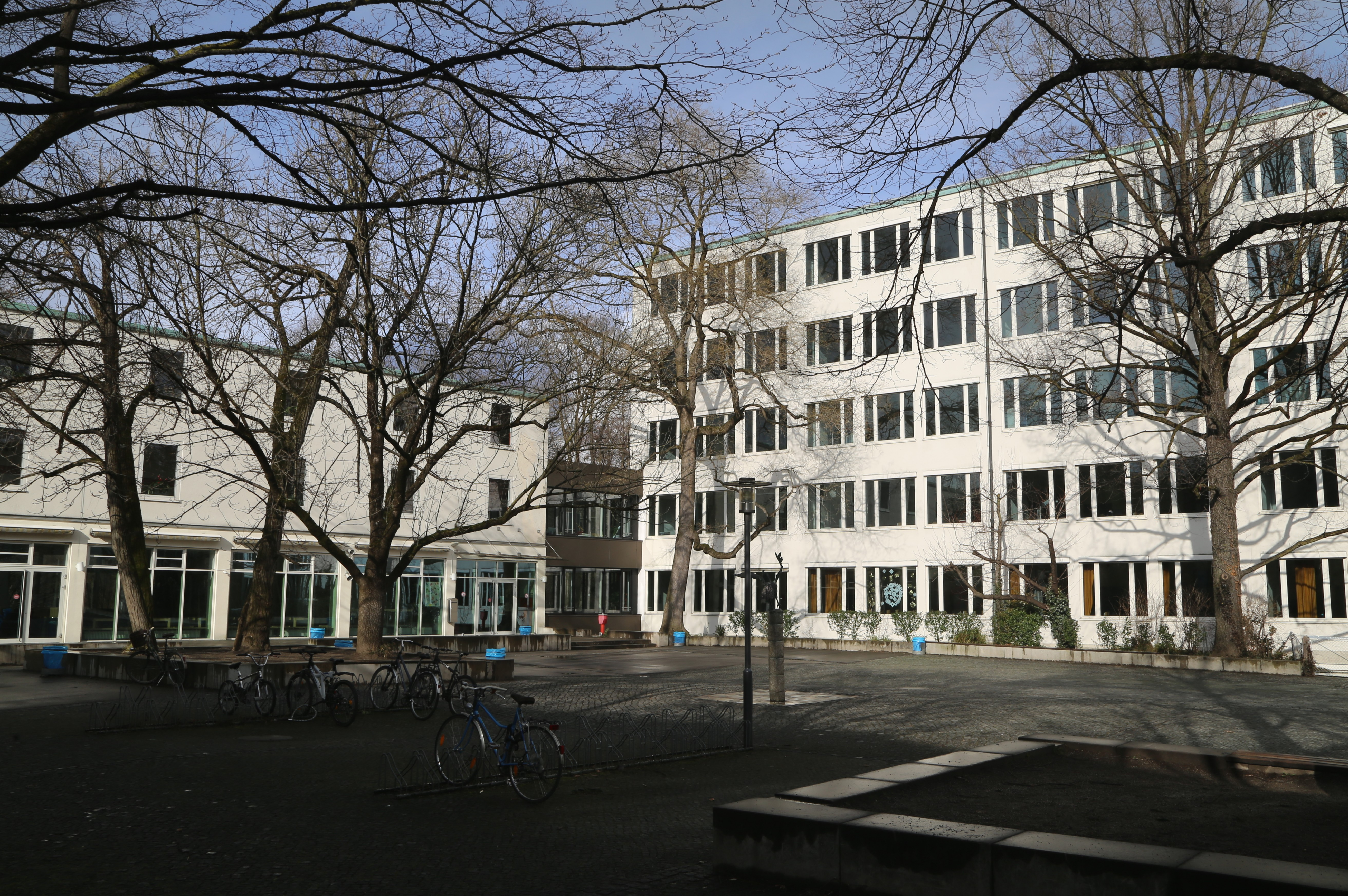
Luitpold-Gymnasium Muenchen

Das Luitpold-Gymnasium wurde 1891 auf die Forderung nach mehr naturwissenschaftlicher Bildung als Königliche Luitpold-Kreisrealschule von Prinzregent Luitpold von Bayern in der Alexandrastraße gegründet. Daher hatte im Gegensatz zu der humanistischen Tradition vieler Gymnasien des 19. Jahrhunderts die Luitpold-Realschule bereits bei seiner Gründung eine stark naturwissenschaftliche Ausrichtung. Sie war die zweite Realschule in München.
Elf Jahre nach der Gründung wurde in der Schule ein pädagogisch-didaktisches Seminar für Reallehrer in den Fächern Deutsch, Geschichte und Erdkunde errichtet und bis 1910 um weitere Fächer erweitert. Bereits 1908 zur Oberrealschule erweitert, konnten in den Fächern Physik, Chemie und Biologie auch Übungen und Versuche durchgeführt werden.
Bis 1959, als eine Pioniereinheit der Bundeswehr das Gelände bezog, sorgte der Schulgarten der Oberrealschule in der Ifflandstraße für Aufsehen, den der Kunsterzieher und Seminarlehrer Küchle gestaltet hatte.
Im Jahr 1944 wurde das Gebäude durch Brandbomben stark beschädigt. Der Schulbetrieb wurde bis 1958 in das Wilhelmsgymnasium ausgelagert. Das neue Schulgebäude, in dem der Schulbetrieb seit September 1958 untergebracht ist, war der erste Nachkriegsschulneubau in München. Im selben Jahr wurde die schulinterne Zeitung Luitbold erstmals gedruckt. 1965 erfolgte die Umbenennung der Oberrealschule in Luitpold-Gymnasium. 1976 wurde die reformierte Oberstufe eingeführt und der erste Schulversuch im Bereich Informatik unternommen. 1983 wurde die Koedukation in dem bisherigen Jungen-Gymnasium eingeführt.
Das Luitpold-Gymnasium verschickt seit 1994 jährlich zu Weihnachten Geschenkepäckchen an ein Kinderkrebskrankenhaus in Kiew. Diese Kinder erleiden zumeist ihre Krankheit durch die Folgen der Nuklearkatastrophe von Tschernobyl.
Nachdem 2002 durch Eltern von Schülern, die das Luitpold-Gymnasium besuchten, die Elterninitiative Hausaufgabenbetreuung am Luitpold-Gymnasium gegründet wurde, bekam diese am 13. September 2006 den Status einer gemeinnützigen Körperschaft. Etwa drei Jahre später wurde die Hausaufgabenbetreuung im Rahmen der Offenen Ganztagsschule ein Kooperationspartner der bayerischen Regierung und gilt seither aus diesem Grund offiziell als eine schulische Veranstaltung.
Im Jahr 2007 wurde die schulinterne Mensa eröffnet.
Am 17. März 2011 nahmen Schüler im Rahmen eines einjährigen Schulprojektes des Lehrers Joachim Hoffmüller und des Deutschen Amateur-Radio-Clubs Kontakt zur International Space Station auf und stellten dem im All befindlichen Astronauten Paolo Nespoli diverse Fragen.
Mediale Aufmerksamkeit erlangte das Gymnasium im Juni 2015, als Absolventen eine Stripshow zum Abistreich in der Schule aufführen ließen.
Neben der Königlichen Luitpold-Kreisrealschule, heute das Luitpold-Gymnasium München, gründete Luitpold bereits 1864 das Realgymnasium München, das 1918 mit dem 1887 gegründeten Luitpold-Gymnasium zusammengelegt wurde. Beide Gymnasien werden manchmal miteinander verwechselt. Das ursprüngliche Luitpold-Gymnasium hieß jedoch seit 1918 Neues Realgymnasium und heißt seit 1965 Albert-Einstein-Gymnasium, während das jetzige Luitpold-Gymnasium bis 1965 Luitpold-Oberrealschule hieß.

## Unterricht
Der Unterricht wird nach dem Lehrplan des Gymnasiums in Bayern gehalten.
Im Luitpold-Gymnasium wird als erste Fremdsprache Englisch angeboten; als zweite Fremdsprache wird in der sechsten Jahrgangsstufe zwischen Latein und Französisch abgezweigt, wobei bei der Wahl von Latein in der achten Klasse zusätzlich Italienisch oder Französisch als dritte Fremdsprache angeboten wird, beziehungsweise der Schwerpunkt auf Naturwissenschaften gelegt werden kann. Bei der Fachwahl Französisch wählt der Schüler automatisch auch den naturwissenschaftlichen Zweig mit.
Neben den christlichen Religionen Römisch-katholisch und Evangelisch wird im Luitpold-Gymnasium neben dem Alternativfach Ethik zusätzlich auch die jüdische Religionslehre angeboten.
Das Luitpold-Gymnasium bietet auch zahlreiche Schüleraustauschprogramme an. So können Schüler der achten Jahrgangsstufe, die Französisch als zweite Fremdsprache haben, für zehn Tage nach Voreppe reisen und dort das Collège André Malraux besuchen. Schüler mit Französisch als dritter Fremdsprache können stattdessen an einen Austausch mit dem Lycée Albert Premier, einer Schule in Monaco, teilnehmen. Ein weiteres Austauschprogramm für Schüler, die Französisch als Fremdsprache haben, wird nach Nizza angeboten, wobei die Lycée Albert Calmette als Partnerschule fungiert. Dieser Austausch ist für die neunte und zehnte Jahrgangsstufe angedacht. Für jene Klassenstufen gab es seit dem Jahr 2012 zeitweilig die Möglichkeit, an einem dreiwöchigen Austausch nach Australien, Brisbane, teilzunehmen, wobei die Ferny Grove State High School die Partnerschule darstellt. Außerdem gab es für ausgewählte Schüler einmalig ein Austauschprogramm mit dem 123. Gymnasium in Kiew.

## Grundstücke

### Hauptgebäude

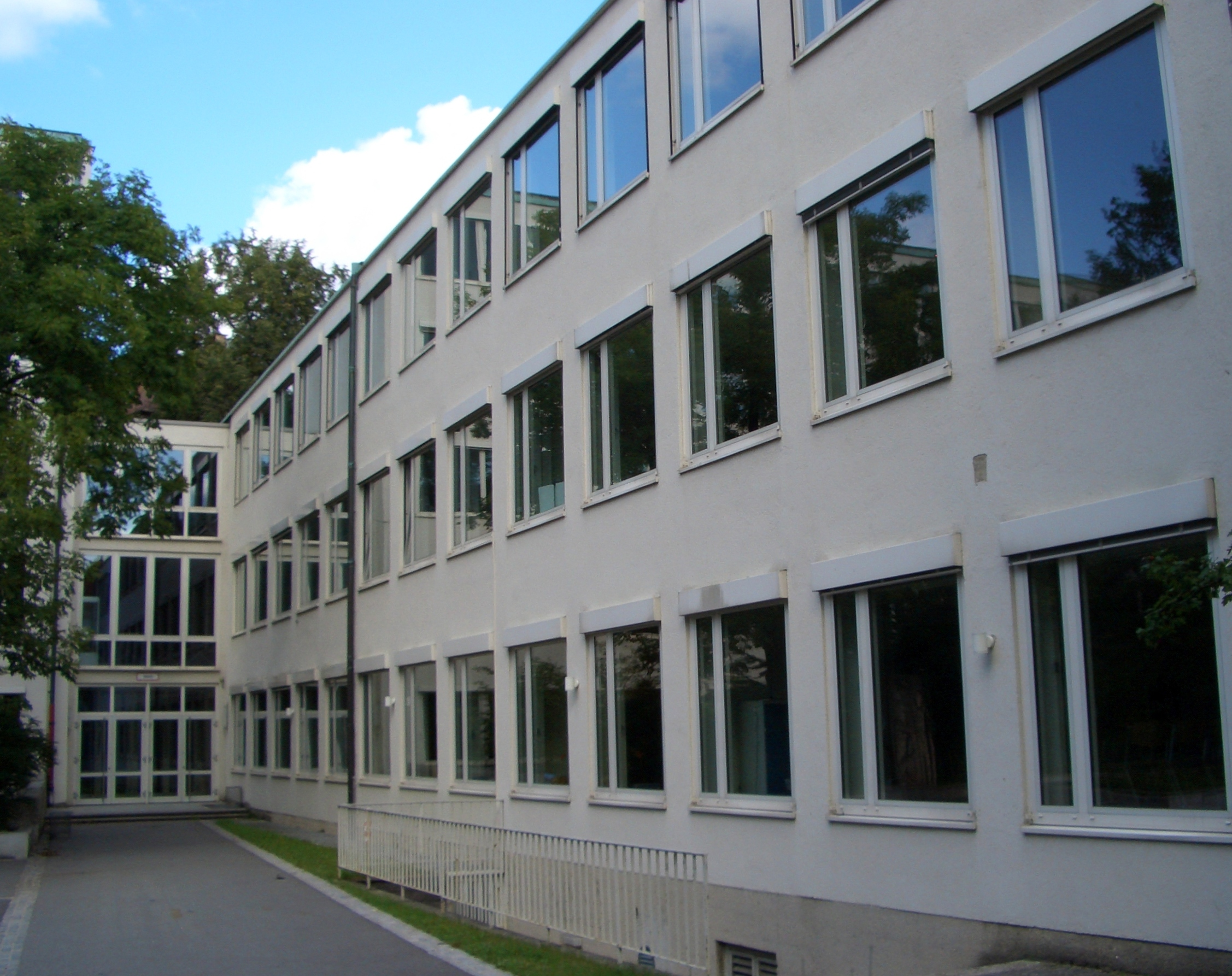
Osttrakt mit Lehrsälen

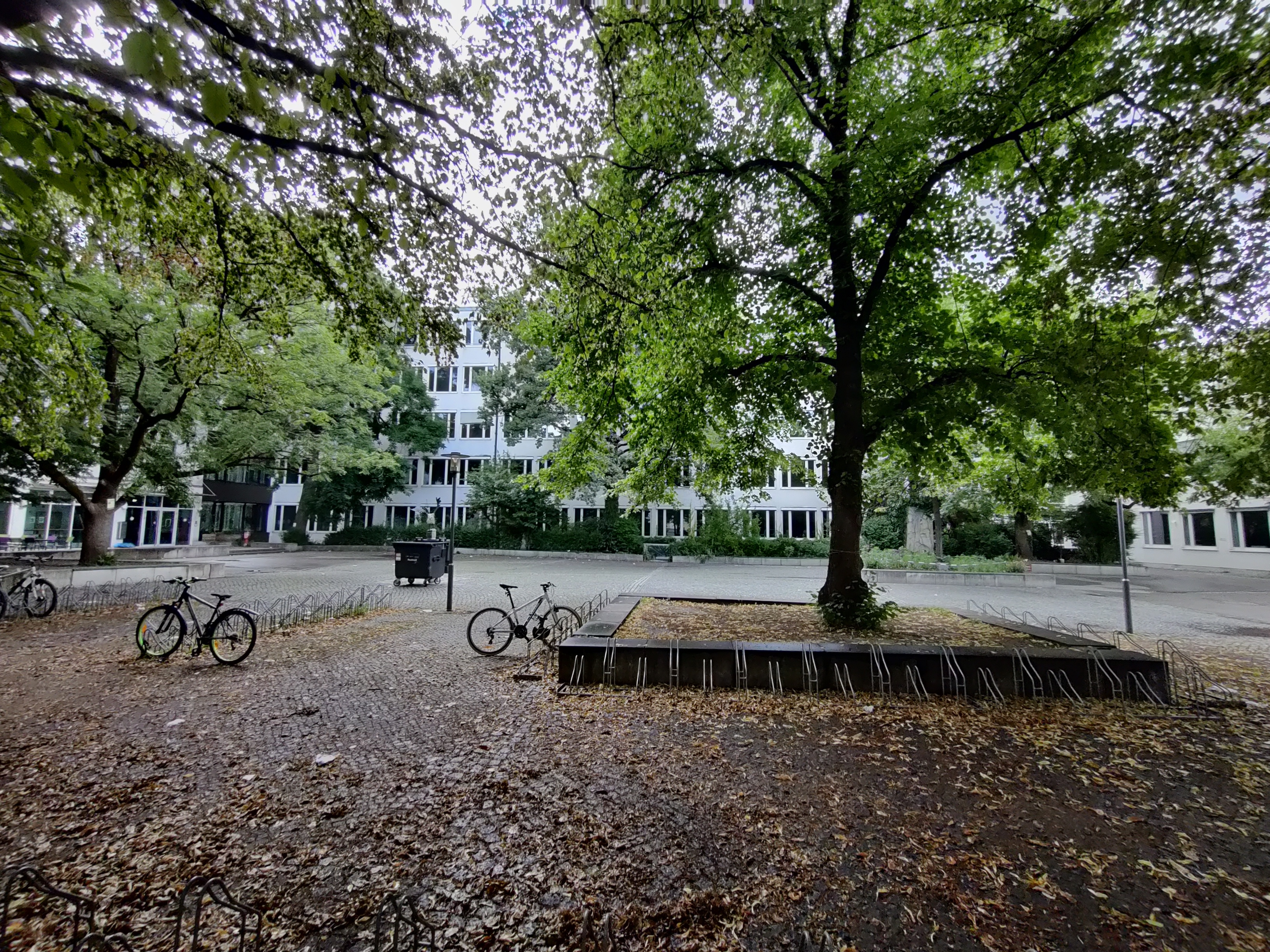
Pausenhof. Im Hintergrund nördlicher Haupttrakt

Das Luitpold-Gymnasium verfügt im Westtrakt über eine Cafeteria. Über ihr befindet sich das Direktorat, Sekretariat so wie das Lehrerzimmer. Im Osttrakt sind sowohl die Chemie-, Physik-, Musik-, Biologie- und Kunsträume, wie auch zwei Sporthallen untergebracht. Während dort beide Gebäudetrakte über zwei Stockwerke gehen, ist im nördlichen Haupttrakt des Gebäudes, wo sich die Klassenzimmer befinden, das Haus vierstöckig. Zwischen dem Ost- und Westtrakt befindet sich der Pausenhof des Gymnasiums.
Das Hauptgebäude soll ab 2025 saniert werden. Der Schulbetrieb soll ab dann vorübergehend im ehemaligen Gebäude des Wilhelm-Hausenstein-Gymnasiums im Arabellapark fortgeführt werden, das wiederum ein neues Gebäude in Johanneskirchen bezog.

### Landheim
Das Luitpold-Gymnasium verfügt über ein eigenes Schullandheim in Sachsenhausen bei Wolfratshausen. Dieses wird regelmäßig einmal im Jahr von allen fünften und sechsten Klassen der Schule für jeweils eine Woche besucht. Zudem wird das Gebäude den Abiturienten zur Vorbereitung auf die Abiturprüfung sowie am Wochenende Absolventen zum Wiedersehen zur Verfügung gestellt und ist auch der Tagungsort für Klassensprecherseminare.

### Sportanlagen

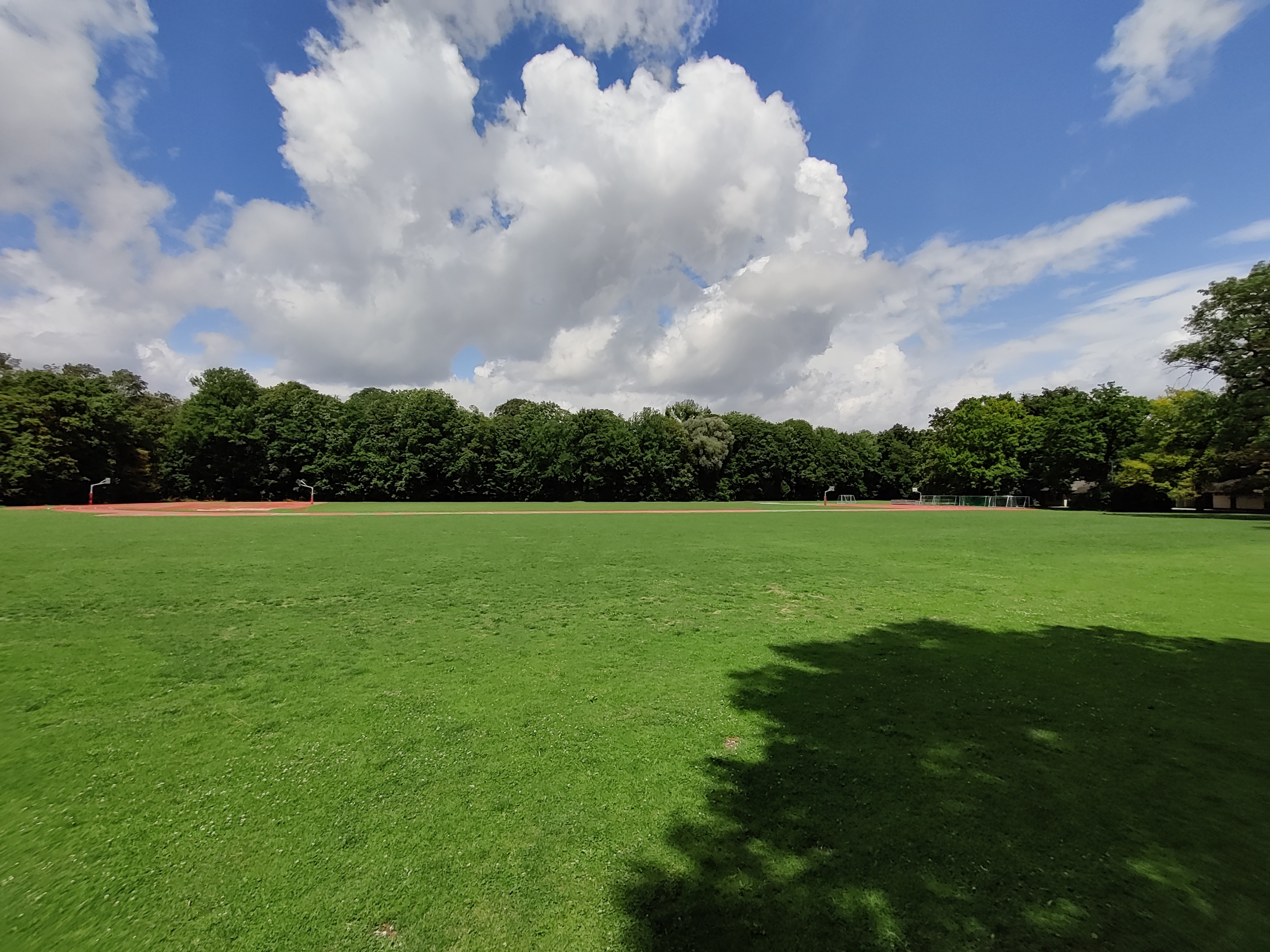
Schulsportanlage Hirschanger

Neben zwei eigenen Sporthallen in der Schule steht dem Luitpold-Gymnasium im Englischen Garten eine von der Stadt gepachtete Schulsportanlage zur Verfügung. Diese Anlage ist wenige hundert Meter von der Schule entfernt, trägt den Namen Hirschanger (▼) und wird auch von anderen benachbarten Schulen und Sozialeinrichtungen benutzt.

## Bekannte Angehörige

### Lehrer
- Karl Meister (1903–1986), Komponist und Dirigent, wirkte an der Schule als Musikerzieher, Chorleiter und Dirigent des Schulorchesters[21][22]
- Eugen Küchle, Kunsterzieher bis 1957, dann bis 1961 Direktor des Hochschulinstituts für Kunst- und Werkerziehung (Johannes Gutenberg-Universität Mainz)
- Rüdiger Offergeld: Deutsch, kath. Religion, Sozialkunde. Ehemaliger Bundesvorsitzender der jungen Lehrer und Erzieher in der Gewerkschaft Erziehung und Wissenschaft (GEW)[23][24][25]

### Schüler oder Absolventen
Die folgenden Personen sind Schüler und Absolventen des Luitpold-Gymnasiums (bzw. der Luitpold-Oberrealschule):
- Ludwig Pollak (1882–1953), Jurist und Landrat des Kreises Wertingen
- Hermann Dauer (1901–1945), Verwaltungsjurist und Landrat (Abitur 1920 an der Luitpold-Oberrealschule)
- Viktor Brack (1904–1948), SS-Oberführer, Angeklagter im Nürnberger Ärzteprozess (Abitur 1923 an der Luitpold-Oberrealschule)
- Sep Ruf (1908–1982), Architekt (Abitur an der Luitpold-Oberrealschule)
- Feodor Lynen (1911–1979), Biochemiker und Nobelpreisträger (Abitur 1930 an der Luitpold-Oberrealschule)[26][27]
- Remigius Streibl (1912–2000), Landrat von Ebersberg
- Schalom Ben-Chorin (1913–1999), deutsch-israelischer Journalist und Religionswissenschaftler (Abitur 1931 an der Luitpold-Oberrealschule)[28][29]
- Hans Lamm (1913–1985), Journalist und Funktionär (Abitur 1932 an der Luitpold-Oberrealschule)
- Fritz Straßner (1919–1993), Volksschauspieler[30] (Schüler an der Luitpold-Oberrealschule)
- Friedrich Schneider (1937–2022), Professor für Mess- und Regelungstechnik an der TU München (Abitur an der Luitpold-Oberrealschule)
- Jürgen Micksch (* 1941), Theologe und Soziologe (Abitur 1960 an der Luitpold-Oberrealschule)
- Karl Stetter (* 1941), Mikrobiologe (Abitur 1960 an der Luitpold-Oberrealschule)
- Florian Holsboer (* 1945), Psychiater (Abitur 1965 am Luitpold-Gymnasium)
- Kurt Peter C. Vollhardt (* 1946), Chemiker (Abitur 1965 und Schulsprecher am Luitpold-Gymnasium)
- Wolfgang Pfeiler (* 1947), Schüler von 1957–1961, Abitur (Matura) in Wien 2, Vereinsgasse (jetzt Sigmund-Freud-Gymnasium)
- Klaus Heller (* 1952), Autor und Fallschirmspringer (Schüler am Luitpold-Gymnasium)
- Siegfried Schumann (* 1957), Politikwissenschaftler (Abitur 1976 am Luitpold-Gymnasium)
- Andreas Büttner (* 1961), Rechtsmediziner (Abitur 1981 am Luitpold-Gymnasium)
- Karl Richter (* 1962), Politiker (NPD) und Rechtsextremer (Abitur am Luitpold-Gymnasium)
- Robert Brannekämper (* 1965), Landtagsabgeordneter der CSU (Abitur am Luitpold-Gymnasium)
- Tom Novy (* 1970), House-DJ und -Produzent (Schüler am Luitpold-Gymnasium)[31]
- Rick Kavanian (* 1971), Schauspieler, Komiker und Synchronsprecher (Abitur am Luitpold-Gymnasium)[31]
- Florian Hahn (* 1974), Bundestagsabgeordneter der CSU (Abitur am Luitpold-Gymnasium)
- Melody Sucharewicz (* 1980), israelische Sonderbotschafterin (Abitur am Luitpold-Gymnasium)
- André Emanuel Kaminski (* 1985), Schauspieler (Schüler am Luitpold-Gymnasium)